# Karneval
Karneval (jap. カーニヴァル Kānivaru; także stylizowane na K∀RNEVAL) – manga autorstwa Tōyi Mikanagi, publikowana na łamach magazynu Gekkan Comic Zero Sum wydawnictwa Ichijinsha od października 2007 do października 2021. 
W Polsce manga ukazała się nakładem wydawnictwa Waneko. 
W 2013 roku na podstawie mangi powstał serial anime wyprodukowany przez Manglobe. Premiera adaptacji anime odbyła się 3 kwietnia 2013 roku.

## Fabuła
Nai i Gareki są swoimi przeciwieństwami. Nai jest łatwowierny, zadziwiająco mało wie o otaczającym go świecie i o zasadach które nim rządzą. Gareki bardzo się od niego różni. Sprytny i bezwzględny, zarabia na życie okradaniem posiadłości bogatych ludzi. Choć z różnych powodów, obaj łączą siły w poszukiwaniu Karoku, przyjaciela Nai'a, a ich jedyną poszlaką jest bransoleta, która do niego należała... Bransoleta, która wskazuje że Karoku był członkiem organizacji znanej jako "Cyrk".

## Terminologia
Cyrk
Najwyższy Organ Obrony Państwa „Cyrk” (jap. 国家防衛最高機関「輪（サーカス）」 Kokka bōei saikō kikan „Wa (Sākasu)”) jest organizacją pracującą dla rządu. Organizują naloty, których celem jest schwytanie przestępców i rozwiązywanie spraw kryminalnych, z którymi siły bezpieczeństwa nie mogą sobie poradzić w żaden sposób. Po ich nalotach organizują widowiska jako przeprosiny za przestraszenie obywateli. Ich grupa składa się z najsilniejszych i najzdolniejszych wojowników, którzy w walkach używają specjalnego rodzaju bransoletki znane jako Circus I.D.
Kafuka (jap. 火不火（カフカ）)
Mroczna i tajemnicza organizacja przeprowadzająca nielegalne badania genetyczne. Przeciwstawia się rządowi i działa przeciwko Cyrkowi.
Varuga (jap. 能力者（ヴァルガ） Nōryoku-sha (Varuga))
Są to nadludzie o specjalnych umiejętnościach. Varuga byli kiedyś ludźmi, ale lek modyfikujący komórki otrzymany od organizacji Kafka powoli przejął kontrolę nad ich ciałami całkowicie je przekształcając, wskutek czego zmienili się w potwory.
Circus I.D. (jap. 腕輪（ブレス） Udewa (Buresu))
Bransoleta o wielkiej mocy, która może być tylko „aktywowana” przez swojego właściciela. Są one wykorzystywane wyłącznie przez członków Cyrku. Daje im możliwość latania i wykonywania różnych specjalnych ataków.

## Bohaterowie
- Nai (jap. 无) – Główny bohater tej historii. Jest niezwykle naiwnym chłopakiem, który wierzy każdemu, kto twierdzi, że może mu pomóc. Wygląda na 12-14 lat. Twierdzi, że od zawsze mieszkał z mężczyzną imieniem Karoku w lesie  w pobliżu Karasuny. Kiedy Karoku nie pojawia któregoś dnia, Nai odważył się wyjść na zewnątrz, gdzie znajduje ślady krwi prowadzące z domu do morza, a po lewej leżącą bransoletkę (Circus I.D.). Bojąc się i czując się samotnie, wyrusza, aby znaleźć Karoku, mając tylko bransoletkę jako wskazówkę. W końcu spotyka Garekiego, który ratuje Nai z dworu, gdzie kobieta Varuga o imieniu Mine trzymała go w niewoli. Od tej pory rozpoczęli swoją wspólną podróż. Pomimo jego swojego nietypowego zachowania, ma wyostrzony zmysł słuchu, który jest bardziej rozwinięty w porównaniu do innych ludzi. Akari, lekarz prowadzący badania w „Cyrku” ujawnia, że Nai posiada strukturę komórkową człowieka i „niji” – małego, delikatnego stworzenia mieszkającego w lesie, z którego pochodzi, i że komórkom tym udało się współistnieć w przeciwieństwie do komórek Varugi. Powiedział też, że Nai z powodzeniem istnieje jako nowy gatunek, i że osoba, która tego dokonała, musi być geniuszem. Jego imię „Nai” można przetłumaczyć jako „nic”.

Seiyū: Hiro Shimono 
- Gareki (jap. 花礫) – Piętnastolatek, który żyje z okradania rezydencji bogatych ludzi. Jest bardzo inteligentny i bystry, a jego atutem jest jego wiedza z zakresu mechaniki. Jest także utalentowanym strzelcem i lubi nosić broń. Gareki nie ufa ludziom i nie jest bardzo towarzyski, mówiąc, że nienawidzi przebywać z innymi ludźmi. Jednak mimo swojej aroganckiej i chłodnej postawy, ma też bardziej opiekuńczą stronę, której nie lubi pokazywać, wydaje się mieć słabość do małych dzieci i Naia. Początkowo chciał wykorzystać Naia do swoich planów rabunkowych, ale później dołącza do jego poszukiwań Karoku. Jego imię oznacza „Flower Gravel”.

Seiyū: Hiroshi Kamiya 
- Karoku (jap. 嘉禄) – Osoba, której szuka Nai. Niewiele jest powiedziane o niej, jednakże w późniejszych tomach okazuje się coś nowego. Ma „brata”.

Seiyū: Sōichirō Hoshi 
- Yogi (jap. 與儀) – Wojownik Drugiego Statku. Działa pod komendami Hirato. Yogi jest 21-letnim mężczyzną, jest zawsze pogodny i radosny. Pomimo swojego wieku, ma tendencję do zachowywania się jak dziecko. Nosi biały plaster na lewym policzku, po którego usunięciu Yogi staje się bardzo agresywny, a także zmienia mu się kolor włosów. Choć twierdzi, że walki uczynią go nerwowym, nadal jest wykwalifikowanym wojownikiem. Jego bronią są dwie cierniopodobne szpady, a jego specjalnym atakiem jest Dornkiste (z niemieckiego „klatka cierniowa”).

Seiyū: Mamoru Miyano 
- Tsukumo (jap. ツクモ) – Wojowniczka Drugiego Statku, także działa pod komendami Hirato. Jest piękną, szczupłą dziewczyną o długich, blond włosach. Jest w stanie poświęcić się dla wszystkich. Później pomaga Naiowi w nauce.

Seiyū: Aya Endō 
- Hirato (jap. 平門) – Zarządza Statkiem Drugim, działa pod władzą „Góry”.

Seiyū: Daisuke Ono 

## Manga
| Nr | Język japoński       | Język japoński         | Język polski      | Język polski           |
| Nr | Data wydania         | ISBN                   | Data wydania      | ISBN                   |
| -- | -------------------- | ---------------------- | ----------------- | ---------------------- |
| 1  | 25 marca 2008        | ISBN 978-4-7580-5341-9 | 6 lipca 2013      | ISBN 978-83-63769-56-7 |
| 2  | 25 września 2008     | ISBN 978-4-7580-5369-3 | 10 września 2013  | ISBN 978-83-63769-57-4 |
| 3  | 25 kwietnia 2009     | ISBN 978-4-7580-5409-6 | 10 listopada 2013 | ISBN 978-83-63769-58-1 |
| 4  | 25 września 2009     | ISBN 978-4-7580-5444-7 | 10 stycznia 2014  | ISBN 978-83-63769-59-8 |
| 5  | 25 marca 2010        | ISBN 978-4-7580-5492-8 | 10 marca 2014     | ISBN 978-83-63769-60-4 |
| 6  | 25 października 2010 | ISBN 978-4-7580-5552-9 | 9 maja 2014       | ISBN 978-83-63769-61-1 |
| 7  | 25 kwietnia 2011     | ISBN 978-4-7580-5588-8 | 10 lipca 2014     | ISBN 978-83-63769-62-8 |
| 8  | 25 października 2011 | ISBN 978-4-7580-5655-7 | 10 września 2014  | ISBN 978-83-63769-63-5 |
| 9  | 25 kwietnia 2012     | ISBN 978-4-7580-5698-4 | 10 listopada 2014 | ISBN 978-83-63769-64-2 |
| 10 | 25 października 2012 | ISBN 978-4-7580-5746-2 | 9 stycznia 2015   | ISBN 978-83-63769-65-9 |
| 11 | 25 kwietnia 2013     | ISBN 978-4-7580-5803-2 | 10 marca 2015     | ISBN 978-83-64891-10-6 |
| 12 | 25 października 2013 | ISBN 978-4-7580-5857-5 | 11 maja 2015      | ISBN 978-83-64891-11-3 |
| 13 | 25 kwietnia 2014     | ISBN 978-4-7580-5905-3 | 10 lipca 2015     | ISBN 978-83-64891-12-0 |
| 14 | 25 października 2014 | ISBN 978-4-7580-5960-2 | 10 września 2015  | ISBN 978-83-64891-13-7 |
| 15 | 25 kwietnia 2015     | ISBN 978-4-7580-3035-9 | 10 listopada 2015 | ISBN 978-83-64891-14-4 |
| 16 | 24 października 2015 | ISBN 978-4-7580-3120-2 | 8 stycznia 2016   | ISBN 978-83-65229-95-3 |
| 17 | 25 kwietnia 2016     | ISBN 978-4-7580-3177-6 | 19 sierpnia 2016  | ISBN 978-83-8096-096-1 |
| 18 | 25 października 2016 | ISBN 978-4-7580-3233-9 | 10 lutego 2017    | ISBN 978-83-80962-11-8 |
| 19 | 25 kwietnia 2017     | ISBN 978-4-7580-3269-8 | 31 sierpnia 2017  | ISBN 978-83-8096-212-5 |
| 20 | 25 października 2017 | ISBN 978-4-7580-3316-9 | 5 marca 2018      | ISBN 978-83-8096-324-5 |
| 21 | 25 kwietnia 2018     | ISBN 978-4-7580-3343-5 | 7 września 2018   | ISBN 978-83-8096-324-5 |
| 22 | 25 października 2018 | ISBN 978-4-7580-3392-3 | 22 stycznia 2019  | ISBN 978-83-8096-524-9 |
| 23 | 25 kwietnia 2019     | ISBN 978-4-7580-3426-5 | 1 sierpnia 2019   | ISBN 978-83-8096-713-7 |
| 24 | 25 października 2019 | ISBN 978-4-7580-3468-5 | 20 lutego 2020    | ISBN 978-83-8096-788-5 |
| 25 | 25 kwietnia 2020     | ISBN 978-4-7580-3502-6 | 21 sierpnia 2020  | ISBN 978-83-8096-891-2 |
| 26 | 24 października 2020 | ISBN 978-4-7580-3551-4 | 11 lutego 2021    | ISBN 978-83-8096-938-4 |
| 27 | 24 kwietnia 2021     | ISBN 978-4-7580-3599-6 | 17 sierpnia 2021  | ISBN 978-83-8242-095-1 |
| 28 | 25 grudnia 2021      | ISBN 978-4-7580-3687-0 | 27 maja 2022      | ISBN 978-83-8242-316-7 |

## Anime
Serial anime miał swoją premierę 3 kwietnia 2013 roku na kanale ABC, powstało 13 odcinków.
Opening
- Henai no Rondo (jap. 偏愛の輪舞曲), śpiewane przez Granrodeo

Ending
- Reason śpiewane przez Kamiyu

### Lista odcinków
| #  | Tytuł | Premiera         |
| -- | --- | ---------------- |
| 1  | Nanairo shirube hanasen (なないろ導花線)                                                                   | 3 kwietnia 2013  |
| 2  | Fōchun Kyatto (フォーチュンキャット)                                                                       | 10 kwietnia 2013 |
| 3  | Maboroshi Pikunikku (幻ピクニック)                                                                         | 17 kwietnia 2013 |
| 4  | Yoima Tsubame (宵待燕)                                                                                     | 24 kwietnia 2013 |
| 5  | Piero no shohōsen (ピエロの処方箋)                                                                         | 1 maja 2013      |
| 6  | Asahi no tsubasa (朝陽の翼)                                                                                | 8 maja 2013      |
| 7  | Mermaid no tameki to sannin no kishi Māmeido no Tameki to Sannin no Kishi (マーメイドの溜息」と三人の騎士) | 15 maja 2013     |
| 8  | Shirogane no kushige (白銀の匣)                                                                            | 22 maja 2013     |
| 9  | Aoi bara (蒼い薔薇)                                                                                        | 29 maja 2013     |
| 10 | Mōjū-shi no namida (猛獣使の泪)                                                                            | 5 czerwca 2013   |
| 11 | Ice Cream Parade Aisukurīmu Parēdo (アイスクリームパレード)                                                | 12 czerwca 2013  |
| 12 | Niji no yakusoku (ニジの約束)                                                                              | 19 czerwca 2013  |
| 13 | Karneval Kānivaru (カーニヴァル)                                                                           | 26 czerwca 2013  |